# Diopatra marocensis
Diopatra marocensis är en ringmaskart som beskrevs av Paxton, Fadlaoui och Lechapt 1995. Diopatra marocensis ingår i släktet Diopatra och familjen Onuphidae. Inga underarter finns listade i Catalogue of Life.